# 谢尔盖·哈吉库尔班诺夫
谢尔盖·戈基耶维奇·哈吉库尔班诺夫（俄语：Сергей Гокиевич Хаджикурбанов，1967年2月16日—），俄罗斯前特工，罪犯。出生于苏联土库曼苏维埃社会主义共和国涅比特-达格。因2006年参与谋杀自由派刊物新报调查记者安娜·波利特科夫斯卡娅被判处20年监禁。2023年11月14日，哈吉库尔班诺夫在参与俄罗斯入侵乌克兰后获得赦免，他本应在2034年才能获释。